# El Rebalsito de Apazulco
El Rebalsito de Apazulco är en ort i Mexiko.   Den ligger i kommunen La Huerta och delstaten Jalisco, i den södra delen av landet, 600 km väster om huvudstaden Mexico City. El Rebalsito de Apazulco ligger 11 meter över havet och antalet invånare är 589.
Terrängen runt El Rebalsito de Apazulco är huvudsakligen platt, men norrut är den kuperad. Havet är nära El Rebalsito de Apazulco åt sydväst.  Närmaste större samhälle är Emiliano Zapata, 18,9 km öster om El Rebalsito de Apazulco.